# América Futebol Clube (Goiás)
L'América Futebol Clube, noto anche semplicemente come América GO, è una società calcistica brasiliana con sede nella città di Morrinhos, nello stato del Goiás.

## Storia
Il club è stato fondato il 5 marzo 1937.
Tra il 1959 e il 1997 ha disputato 14 gare nella prima divisione del Campeonato Goiano. E ha partecipato alla Seconda Divisione fino al 2004.
Dopo essere stata per anni lontana dalle competizioni promossa dalla Federação Goiana de Futebol, l'América de Morrinhos ha ripreso le sue attività nel 2012 per competere nella Terza Divisione statale e non è riuscita ad accedervi, classificandosi al quarto posto, tuttavia nel 2013 ha vinto il secondo campionato. e ha ottenuto l'accesso per competere nella seconda divisione nel 2014.

## Palmarès

### Competizioni statali
- Campeonato Estadual de Goiás: 1

1957
- Campeonato Goiano Segunda Divisão: 1

1987